# Anna Keichline
Anna Wagner Keichline (née à Bellefonte, en Pennsylvanie, en 1889 et morte en 1943) est une architecte et inventeur américaine.
Elle est la première femme architecte de Pennsylvanie.
En tant qu'inventeur, Anna Keichline a déposé 7 inventions. Sa première invention déposée est un évier-baignoire. En 1924, elle dépose une licence pour une cuisine aux coins arrondis et aux placards vitrés. En 1929, elle invente un design pour un lit repliable dans le mur.
Son invention la plus connue est la brique K (K Brick), licence déposée en 1927. La brique K est un élément précurseur de la brique béton, une coque de brique résistante au feu, peu chère et plus légère que les autres matériaux de l'époque. La brique K pouvait être remplie d'élément isolant ou insonorisant.
En 1931, la American Ceramic Society récompensa Anna Keichline pour cette invention.
Anna Keichline a milité pour le droit de vote des femmes.

## Publications
- (en) Feminine Ingenuity. Anne L. Macdonald (1992),
- (en) The Goddess in the Details Catalogue de l'exposition par AWID (Association of Women Industrial Designers, 1994)
- (en) Women Designers in the USA: 1900 - 2000, ed. Pat Kirkham.